# Maurice Gaudillière
Pour les articles homonymes, voir Gaudillière.
Maurice Gaudillière, né le 29 mai 1882 à Louhans et mort le 4 décembre 1940 dans le 15e arrondissement de Paris, est un bibliothécaire et un auteur français, qui publia des ouvrages relatifs à la Bresse et au bressan, sous son nom de plume Jean Loinais.

## Œuvres
Sous son nom Maurice Gaudillière
- Contribution à l'histoire de l'église de Louhans 878-1789, 1906.

Sous le nom de plume Jean Loinais
- Rimes Bressanes, 1920.
- Les Dits et les Ébaudes, 1921.
- Poèmes sous la lampe, 1926.